# Maria Cristina di Sassonia
Maria Cristina Albertina di Sassonia-Curlandia (nome completo in tedesco: Maria Christina Albertina Carolina von Sachsen) (Dresda, 7 dicembre 1770 – Torino, 24 novembre 1851) nacque principessa di Sassonia-Curlandia e divenne principessa di Carignano per matrimonio con Carlo Emanuele di Savoia-Carignano.

## Biografia

### Infanzia

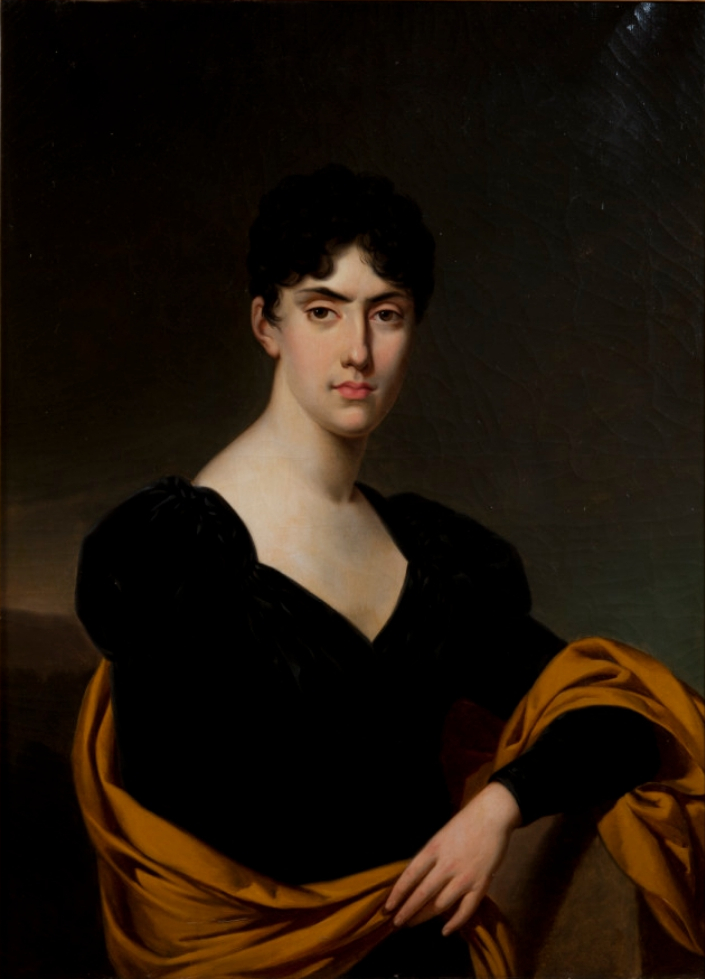
Maria Cristina ritratta in giovane età nel 1780 circa

Maria Cristina Albertina era figlia di Carlo di Sassonia e della nobildonna polacca Francesca Korwin-Krasińska priva di sangue reale, il matrimonio dei genitori rimase segreto fino alla morte del padre di lui e venne in seguito regolarizzato ma mai del tutto accettato dalla famiglia paterna. 
I nonni paterni erano Augusto III di Polonia e Maria Giuseppa d'Austria ed era cugina di primo grado dei Re di Francia Luigi XVI, Luigi XVIII e Carlo X, la cui madre Maria Giuseppina di Sassonia era sorella di suo padre.
Rimasta orfana a 17 anni venne ospitata da una zia presso la quale visse appartata e lontana dalla corte. Individuata da Giuseppina Teresa di Lorena-Armagnac come possibile sposa per figlio Carlo Emanuele di Savoia-Carignano le venne, dopo alcune ritrosie, riconosciuto il titolo di Principessa di Curlandia e le venne assegnata una dote.

### Primo matrimonio

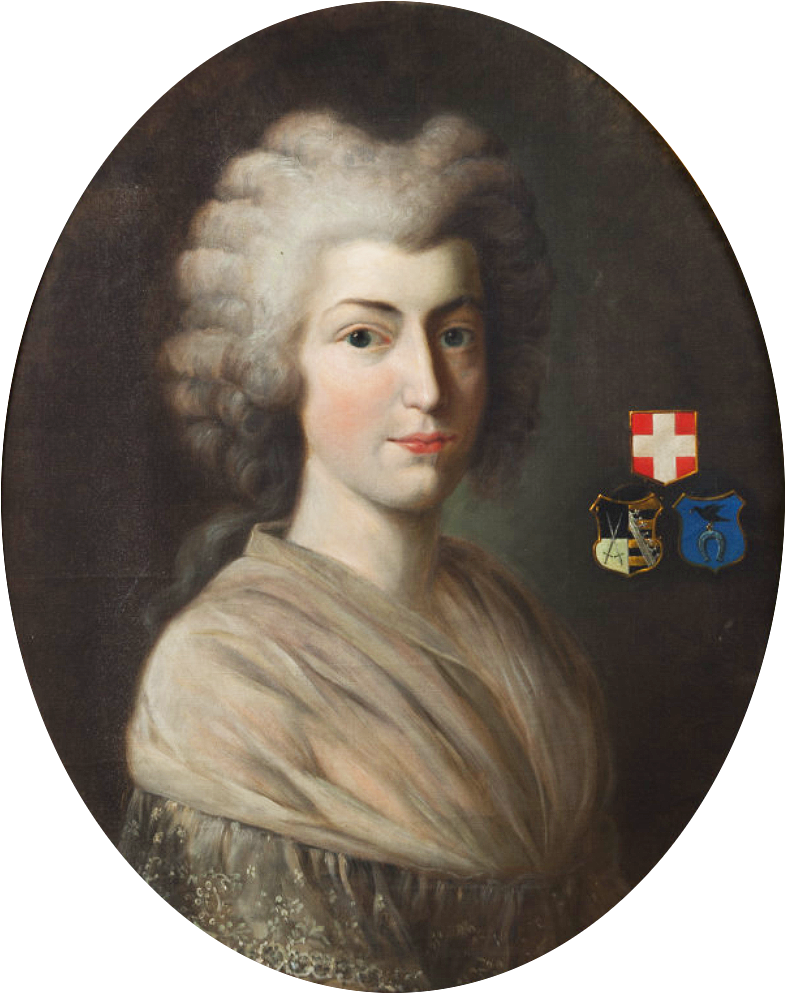
Ritratto di Maria Cristina, principessa di Carignano del 1798 circa, Castello Reale di Racconigi

La futura suocera venne a mancare nel febbraio 1797 e la giovane coppia si incontrò solo il 30 settembre a Dresda, il 24 ottobre del 1797 Clemente Venceslao di Sassonia celebrò le nozze ad Augusta e i due sposi giunsero a Torino il 20 novembre.
La coppia non trovò i favori della corte torinese a causa delle frequentazioni di Maria Cristina Albertina con intellettuali di tendenze illuministe e per le sue simpatie per la religione riformata. 

### Secondo matrimonio
Rimasta vedova nel 1800 dopo la nascita della figlia, Maria Cristina Albertina si risposò nel 1808 con il conte Jules Maximilien Thibault de Montléart (1787-1865), di diciassette anni più giovane di lei, che durante l'epoca napoleonica era uditore al Consiglio di Stato napoleonico.

### Ultimi anni e morte
Alla Restaurazione non tornò in Piemonte, ma seguì il marito che passò al servizio dell'Austria e fu creato Principe nel 1822.
Morì nel 1851, a 80 anni, e venne inumata presso la Basilica di Superga.

## Discendenza

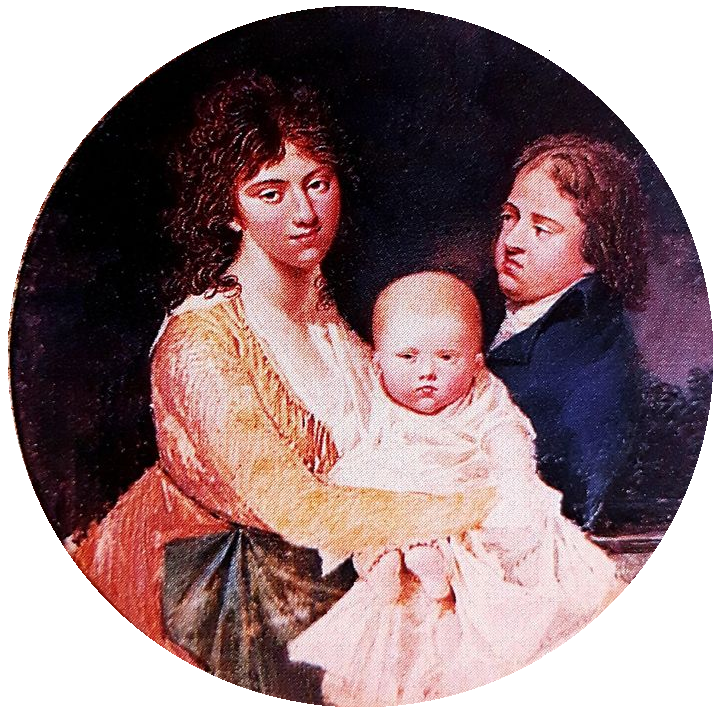
Il principe Carlo Emanuele di Savoia-Carignano, la principessa Maria Cristina di Sassonia ed il piccolo Carlo Alberto in un ritratto del XVIII secolo

Maria Cristina di Sassonia e Carlo Emanuele di Savoia-Carignano ebbero:
- Carlo Alberto (1798-1849);
- Maria Elisabetta (1800-1856).

Maria Cristina e Montléart ebbero:
- Auguste Louise (1809-1885).
- Berthe (1811-1831).
- Jules Maurice (Moritz) de Montléart (1812-1887), 2º principe di Montleart e marchese di Rumont.
- Marguerite (1822-1832).

## Ascendenza
|                                       |                                 |                                                 | Genitori                                      |  |  | Nonni |  |  | Bisnonni                 |  |  | Trisnonni                            |  |
|                                       |                                 |                                                 |                                               |  |  |       |  |  | 8. Augusto II di Polonia |  |  | 16. Giovanni Giorgio III di Sassonia |  |
|                                       |                                 |                                                 |                                               |  |  |       |  |  | 8. Augusto II di Polonia |  |  | 16. Giovanni Giorgio III di Sassonia |  |
|                                       |                                 | 17. Anna Sofia di Danimarca                     |                                               |  |  |       |  |  | 8. Augusto II di Polonia |  |  |                                      |  |
| 4. Augusto III di Polonia             |                                 |                                                 |                                               |  |  |       |  |  | 8. Augusto II di Polonia |  |  |                                      |  |
|                                       |                                 | 9. Cristiana Eberardina di Brandeburgo-Bayreuth | 18. Cristiano Ernesto di Brandeburgo-Bayreuth |  |  |       |  |  |                          |  |  |                                      |  |
|                                       |                                 | 9. Cristiana Eberardina di Brandeburgo-Bayreuth | 18. Cristiano Ernesto di Brandeburgo-Bayreuth |  |  |       |  |  |                          |  |  |                                      |  |
|                                       |                                 | 9. Cristiana Eberardina di Brandeburgo-Bayreuth | 19. Sofia Luisa di Württemberg                |  |  |       |  |  |                          |  |  |                                      |  |
| 2. Carlo di Sassonia                  |                                 | 9. Cristiana Eberardina di Brandeburgo-Bayreuth |                                               |  |  |       |  |  |                          |  |  |                                      |  |
|                                       |                                 | 10. Giuseppe I d'Asburgo                        | 20. Leopoldo I d'Asburgo                      |  |  |       |  |  |                          |  |  |                                      |  |
|                                       |                                 | 10. Giuseppe I d'Asburgo                        | 20. Leopoldo I d'Asburgo                      |  |  |       |  |  |                          |  |  |                                      |  |
|                                       |                                 | 10. Giuseppe I d'Asburgo                        | 21. Eleonora del Palatinato-Neuburg           |  |  |       |  |  |                          |  |  |                                      |  |
| 5. Maria Giuseppa d'Austria           |                                 | 10. Giuseppe I d'Asburgo                        |                                               |  |  |       |  |  |                          |  |  |                                      |  |
|                                       |                                 | 11. Guglielmina Amalia di Brunswick-Lüneburg    | 22. Giovanni Federico di Brunswick-Lüneburg   |  |  |       |  |  |                          |  |  |                                      |  |
|                                       |                                 | 11. Guglielmina Amalia di Brunswick-Lüneburg    | 22. Giovanni Federico di Brunswick-Lüneburg   |  |  |       |  |  |                          |  |  |                                      |  |
|                                       |                                 | 11. Guglielmina Amalia di Brunswick-Lüneburg    | 23. Benedetta Enrichetta del Palatinato       |  |  |       |  |  |                          |  |  |                                      |  |
| 1. Maria Cristina di Sassonia         |                                 | 11. Guglielmina Amalia di Brunswick-Lüneburg    |                                               |  |  |       |  |  |                          |  |  |                                      |  |
|                                       | 12. Alessandro Korwin-Krasińska | 24. Nicola Giovanni Korwin-Krasińska            |                                               |  |  |       |  |  |                          |  |  |                                      |  |
|                                       | 12. Alessandro Korwin-Krasińska | 24. Nicola Giovanni Korwin-Krasińska            |                                               |  |  |       |  |  |                          |  |  |                                      |  |
|                                       | 12. Alessandro Korwin-Krasińska | 25. Sofia Caterina Derszniak                    |                                               |  |  |       |  |  |                          |  |  |                                      |  |
| 6. Stanislao Antonio Korwin-Krasińska | 12. Alessandro Korwin-Krasińska |                                                 |                                               |  |  |       |  |  |                          |  |  |                                      |  |
|                                       |                                 | 13. Salomé Trzcińska                            | …                                             |  |  |       |  |  |                          |  |  |                                      |  |
|                                       |                                 | 13. Salomé Trzcińska                            | …                                             |  |  |       |  |  |                          |  |  |                                      |  |
|                                       |                                 | 13. Salomé Trzcińska                            | …                                             |  |  |       |  |  |                          |  |  |                                      |  |
| 3. Francesca Korwin-Krasińska         |                                 | 13. Salomé Trzcińska                            |                                               |  |  |       |  |  |                          |  |  |                                      |  |
|                                       |                                 | 14. Stefano Casimiro Humiecki                   | 28. Wojciech Humiecki                         |  |  |       |  |  |                          |  |  |                                      |  |
|                                       |                                 | 14. Stefano Casimiro Humiecki                   | 28. Wojciech Humiecki                         |  |  |       |  |  |                          |  |  |                                      |  |
|                                       |                                 | 14. Stefano Casimiro Humiecki                   | 29. Isabella Kącka                            |  |  |       |  |  |                          |  |  |                                      |  |
| 7. Angela Humiecka                    |                                 | 14. Stefano Casimiro Humiecki                   |                                               |  |  |       |  |  |                          |  |  |                                      |  |
|                                       |                                 | 15. Caterina Krosnowska                         | 30. Nicola Francesco Krosnowski               |  |  |       |  |  |                          |  |  |                                      |  |
|                                       |                                 | 15. Caterina Krosnowska                         | 30. Nicola Francesco Krosnowski               |  |  |       |  |  |                          |  |  |                                      |  |
|                                       |                                 | 15. Caterina Krosnowska                         | 31. Anna Marianna Rojewska                    |  |  |       |  |  |                          |  |  |                                      |  |
|                                       |                                 | 15. Caterina Krosnowska                         |                                               |  |  |       |  |  |                          |  |  |                                      |  |